# Candelariella subdeflexa
Candelariella subdeflexa är en lavart som först beskrevs av William Nylander och som fick sitt nu gällande namn av Georg Lettau. 
Candelariella subdeflexa ingår i släktet Candelariella och familjen Candelariaceae. Inga underarter finns listade i Catalogue of Life.